# Gieterse Vaart
De Gieterse Vaart (officiële naam: Giterske Feart) is een kanaal in de Nederlandse provincie Friesland. Het kanaal loopt door de Veenpolder naar Oosterzee-Gietersebrug en mondt uit in het Tjeukemeer.

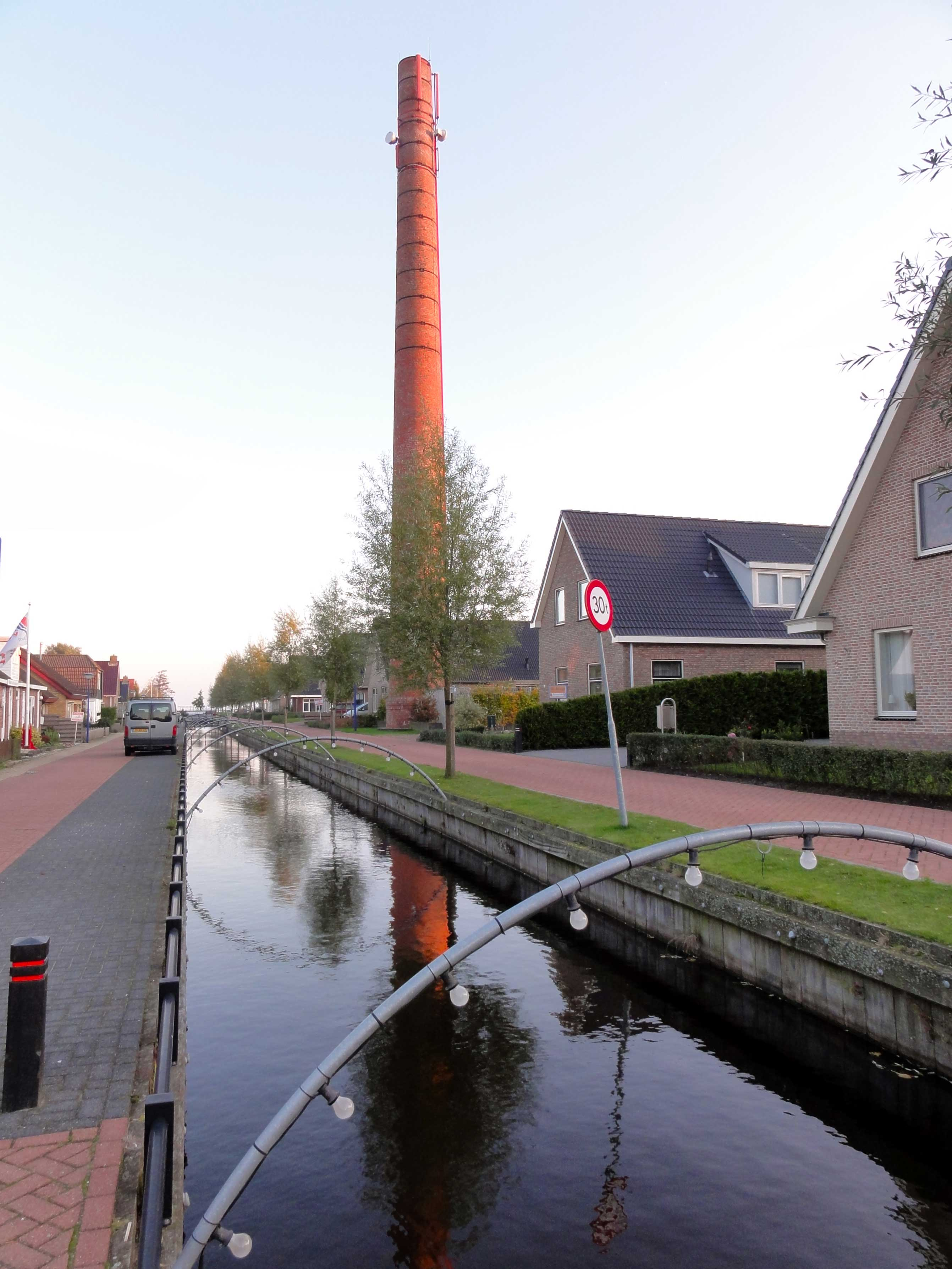
Het nieuwe gedeelte van de Gieterse Vaart in Gietersebrug

Het kanaal werd gegraven ten behoeve van de afvoer van turf ten tijde van de vervening van het gebied ten oosten van Lemmer en ten zuiden van het Tjeukemeer. De vervening vond plaats in de 18e- en in de 19e eeuw. Veel veenarbeiders uit de omgeving van Giethoorn in Overijssel trokken naar de Friese veengebieden om er turf te winnen. Aan deze veenarbeiders, de Gietersen, danken het kanaal en het langs het kanaal gestichte dorp hun namen: Gieterse Vaart en Gietersebrug.
In de jaren zestig van de 20e eeuw werd het laatste gedeelte van het kanaal in Gietersebrug gedempt. Na de afbraak van de zuivelfabriek in Gietersebrug werd in het kader van de daaropvolgende herinrichting van het fabrieksterrein de demping weer ongedaan gemaakt en werd de vaart weer doorgetrokken naar het Tjeukemeer.